# Rikiwulf
Rikiwulf („Bogaty i potężny wilk” lub „Władca wilków”) prawdopodobnie członek legendarnej skandynawskiej dynastii Wulfingów, wódz wikingów. Żył i działał w IX wieku.
Popłynął ze swoimi wikińskimi wojownikami w dół rzeki Lys we Flandrii, po czym osiedlił się między innymi w Rikiwulfinga-haim niedaleko Tielt, Rekkem (dziś część Menen) czy w Richebourgu, Reclinghemie, Racquinghemie, lub Erquinghem-Lys w dzisiejszym Artois we Francji .
Prawdopodobnie był spokrewniony z norweskim wikingiem Hrolfem z Heidmark, który również był Wulfingiem i który osiadł w Normandii. Wulfingowie byli klanem rządzącym historycznym skandynawskim regionem Östergötland. Saga Ynglinga wywodzi ich pochodzenie od Odyna.
Przydomek Rikiwulf był również używany w odniesieniu do Sigurda Eysteinssona z Orkadów (846-92), któremu nadano przezwisko Riki Wulfing.

## W kulturze
W serii gier wideo Crusader Kings, jednym z grywalnych władców jest Rikulfr Hildursson Ulfing, przedstawiony jako wódz Östergötland.